# Cosmopterix thyone
Cosmopterix thyone là một loài bướm đêm thuộc họ Cosmopterigidae. Loài này có ở Brasil (Minas Gerais).
Cá thể trưởng thành được ghi nhận vào tháng 10.